# Mary Beth McKenzie
Mary Beth McKenzie, N.A., é uma pintora norte-americana de figuras contemporâneas no estilo realismo. Ela nasceu em Cleveland, Ohio e atualmente reside na cidade de Nova York, onde leciona arte na Academia Nacional de Desenho e na Liga de estudantes de Arte de Nova York.